# Spring Collection
『Spring Collecton』（スプリング・コレクション）は、1993年4月21日に発売されたオフコース通算31作目の非監修ベスト・アルバム。

## 解説
本作は4年前に発売された非監修ベストアルバム『Spring Time Best From OFF COURSE』とは、収録曲が異なっている。

## 収録曲
| 全編曲: オフコース (#10を除く)、オフコース、重実博、矢沢透 (#10)。 ストリングス編曲：小田和正 (#1)、フリューゲルホルン：富樫要 (#12)。 |                          |            |      |
| # | タイトル                 | 作詞・作曲 | 時間 |
| 1. | 「やさしさにさようなら」 | 小田和正   | 3:57 |
| 2. | 「ワインの匂い」         | 小田和正   | 3:12 |
| 3. | 「愛の中へ」             | 小田和正   | 5:47 |
| 4. | 「眠れぬ夜」             | 小田和正   | 3:06 |
| 5. | 「こころは気紛れ」       | 小田和正   | 3:46 |
| 6. | 「あなたのすべて」       | 小田和正   | 3:51 |
| 7. | 「愛を止めないで」       | 小田和正   | 3:51 |
| 8. | 「素敵なあなた」         | 鈴木康博   | 5:15 |
| 9. | 「愛の唄」               | 小田和正   | 4:12 |
| 10. | 「水曜日の午後」         | 小田和正   | 2:48 |
| 11. | 「雨の降る日に」         | 小田和正   | 2:51 |
| 12. | 「Yes-No」               | 小田和正   | 5:01 |
| 13. | 「SAVE THE LOVE」        | 鈴木康博   | 8:18 |
| 14. | 「僕等の時代」           | 小田和正   | 3:49 |